# Take Ionescu
Take Ionescu, född 25 oktober 1858, död 2 juni 1922, var en rumänsk statsman.
Ionescu var ursprungligen advokat. 1884 blev han moderat-liberal medlem av parlamentet, och var från 1885 en av de konservativas ledare. Han var från 1891 upprepade gånger ecklesisastik-, finans-, och inrikesminister. 1908 grundade Ionescu det demokratisk-konservativa partiet. Under första världskriget medverkade han väsentligt till Rumäniens anslutning till ententen, var delegerad vid fredsförhandlingarna i Paris 1919 och utrikesminister 1920-21. Under sin utrikesministerperiod hade Ionescu stor andel i tillkomsten av lilla ententen.